# 地屈孕酮
地屈孕酮（英語：Dydrogesterone，缩写DYD，商品名为Duphaston等）是一种黄体制剂药物，用于治疗一系列疾病，包括妊娠期的习惯性流产，黃體期缺陷（LPD）造成的功能失调性子宫出血和不孕，經痛，子宮內膜異位症，继发性閉經，月经周期紊乱，经前综合症，是激素替代療法的选用药物之一，通常由口服给药。
地屈孕酮既不具有雄激素活性，也不具有抗雄激素活性。